# Ursinus (Bischof)

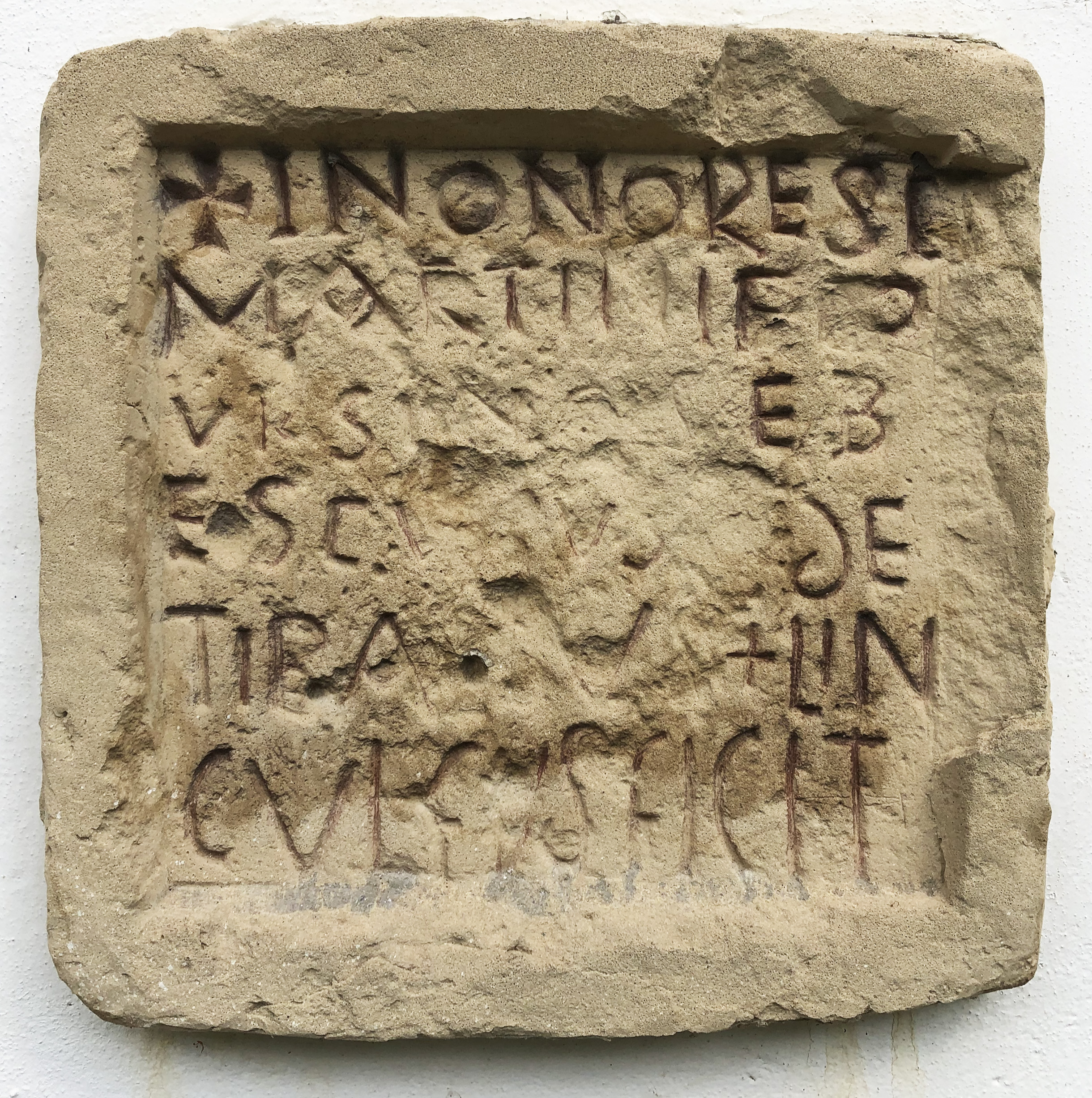
Bauinschrift an der reformierten Kirche Windisch

Ursinus (auch Ursinos; bl. um 560) war Bischof von (Windisch)-Konstanz.
In der Zwiefalter Bischofsliste von 1143/1144 erscheint Ursinus an dritter Stelle. Ferner weist eine spätestens im 16. Jahrhundert als Spolie an der Außenwand der ehemaligen St.-Marienkirche von Windisch (heute Reformierte Kirche Windisch) angebrachte Bau- oder Weiheinschrift auf ihn hin. Sie wird in die merowingische Zeit datiert und bringt einen Bischof Ursinos sowie einen Detibaldus und einen Linculfus mit einer nicht mehr zu identifizierenden Martinskirche in Verbindung. Die vulgärlateinische Inschrift hat den Wortlaut: „In onore Sc Martini eep Ursinos ebescubus (it) Detibaldus + Linculfus ficit“ („Zur Ehre des heiligen Bischofs Martin machte [diese Kirche] Bischof Ursinos, Detibaldus und Linculfus“). Nach Ansicht von Franz Xaver Kraus bezieht sich diese Inschrift allerdings auf den späteren Ursinus von Konstanz, der dann dieselbe Person wäre.